# جورج لودلم هارتفورد
جورج لودلم هارتفورد (بالإنجليزية: George Ludlum Hartford)‏ هو شخصية أعمال أمريكي، ولد في 7 نوفمبر 1864 في بروكلين في الولايات المتحدة، وتوفي في 23 سبتمبر 1957 في مونتكلير ‏ في الولايات المتحدة.